# Panzerregiment Brandenburg
Het Panzerregiment Brandenburg  was een Duits tankregiment van de Wehrmacht tijdens de Tweede Wereldoorlog.

## Krijgsgeschiedenis
Panzerregiment Brandenburg werd opgericht op 20 december 1944 in Oost-Pruisen. De Pz.Abt. z.b.V. 12 vormde de II. Abteilung. De I. Abteilung van Panzerregiment 26 werd op 18 januari 1945 overgenomen en omgedoopt tot I./Pz.Rgt. Brandenburg.
Het regiment maakte bij oprichting deel uit van de Pantsergrenadierdivisie Brandenburg en bleef dat gedurende zijn hele bestaan.
Het regiment capituleerde (met het grootste deel van de divisie) bij Tábor aan Sovjettroepen op 8 mei 1945.

## Samenstelling bij oprichting
- I. Abteilung met 4 compagnieën (1-4)
- II. Abteilung met 4 compagnieën (5-8)

## Wijzigingen in samenstelling
De I. Abteilung werd op 2 februari 1945 alweer toegewezen aan Panzerregiment Kurmark.

## Opmerkingen over schrijfwijze
- Abteilung is in dit geval in het Nederlands een tankbataljon.
- II./Pz.Rgt. Brandenburg = het 2e Tankbataljon van Panzerregiment Brandenburg

## Commandanten
| Rang | Naam | Begin | Eind |
| ---- | ---- | ----- | ---- |
|      | ??   | 1944  | 1945 |

Panzerregiment 1 · Panzerregiment 2 · Panzerregiment 3 · Panzerregiment 4 · Panzerregiment 5 · Panzerregiment 6 · Panzerregiment 7 · Panzerregiment 8 · Panzerregiment 9 · Panzerregiment 10 · Panzerregiment 11 · Panzerregiment 15 · Panzerregiment 16 · Panzerregiment 17 · Panzerregiment 18 · Panzerregiment 21 · Panzerregiment 22 · Panzerregiment 23 · Panzerregiment 24 · Panzerregiment 25 · Panzerregiment 26 · Panzerregiment 27 · Panzerregiment 28 · Panzerregiment 29 · Panzerregiment 31 · Panzerregiment 33  · Panzerregiment 35 · Panzerregiment 36 · Panzerregiment 39 · Panzerregiment 69 · Panzerregiment 80 · Panzerregiment 100 · Panzerregiment 101 · Panzerregiment 102 · Panzerregiment 116 · Panzerregiment 118 · Panzer-Lehr-Regiment 130 · Panzerregiment 201 · Panzerregiment 202 · Panzerregiment 203 · Panzerregiment 204 · Schweres Panzer-Regiment Bäke · Panzerregiment Brandenburg · Panzerregiment Coburg · Panzerregiment Feldherrnhalle · Panzerregiment Feldherrnhalle 2 · Panzerregiment Hermann Göring · Panzerregiment Großdeutschland · Panzerregiment Kurmark · Panzerregiment von Lauchert · Panzerregiment Major Rettemeier · Fallschirm-Panzerregiment 1 · Fallschirm-Panzerregiment 21 · SS-Panzerregiment 1 LSSAH · SS-Panzerregiment 2 · SS-Panzerregiment 3 · SS-Panzerregiment 5 · SS-Panzerregiment 9 · SS-Panzerregiment 10 · SS-Panzerregiment 11 · SS-Panzerregiment 12